# Verbeterd-Hollands spant
Het verbeterd-Hollands spant is een type spant dat vaak bij de bouw van boerderijen wordt toegepast.
De voordelen van het spant zijn de grotere zolderruimte, die ontstaat doordat het gevelmetselwerk doorloopt tot boven de zoldervloer en het gunstige krachtenverloop door het toepassen van spantpoten. Het krachtenverloop is vastgesteld met verwaarlozing van wind- en de haanhouten. Als daar wel rekening mee wordt gehouden, zal de windbelasting via de haanhouten een opwaartse kracht op de spruit aan lijzijde veroorzaken en omgekeerd het doorbuigen van de spruit aan de windzijde tegengaan. Bovendien levert de bevestiging van de haanhouten aan het spant een versterkende verstijving op. Het spant staat op sloffen, waardoor een stevige zoldervloer wordt vereist. Men kan ook een onderbalk toepassen, maar die steekt vaak hinderlijk boven de zoldervloer uit.
Voor de afmetingen van het constructiehout kan men, op basis van een evenredigheidsbeginsel, uitgaan van een balkhoogte van 1/30 van de overspanning.